# میخائل کوکب
میخائل کوکب (چکی: Michael Kocáb؛ زادهٔ ۲۸ ژوئیهٔ ۱۹۵۴) ترانه‌سرا، خواننده، آهنگساز و سیاستمدار اهل جمهوری چک است.
از فیلم‌ها یا مجموعه‌های تلویزیونی که وی در آن‌ها نقش داشته‌است، می‌توان به نی‌نواز هاملین اشاره نمود.